# Dalbergia verrucosa
Dalbergia verrucosa är en ärtväxtart som beskrevs av William Grant Craib. Dalbergia verrucosa ingår i släktet Dalbergia, och familjen ärtväxter. Inga underarter finns listade i Catalogue of Life.